# Phil Godman
Pas d'image ? Cliquez ici

a Compétitions nationales et continentales officielles uniquement.

b Matchs officiels uniquement.
Dernière mise à jour le 26 janvier 2016.
Philip James Godman dit « Phil Godman », né le 20 mai 1982 à Édimbourg (Écosse), est un ancien joueur international écossais de rugby à XV évoluant au poste de demi d'ouverture (1,78 m pour 85 kg).

## Carrière

### En club
- 2002-2004 : Newcastle Falcons
- 2004-2012 : Edinburgh Rugby
- 2012-2013 : London Scottish
- 2013-2015 : Newcastle Falcons

### En équipe nationale
Il a obtenu sa première cape internationale le 5 juin 2005 à l'occasion d'un match contre l'équipe de Roumanie à Bucarest (Roumanie), et sa dernière cape le 13 mars 2010 contre l'équipe d'Angleterre à Édimbourg (Écosse).

## Statistiques en équipe nationale
- 23 sélections (16 fois titulaire, 7 fois remplaçant)
- 71 points (1 essai, 12 transformations, 14 pénalités)
- Sélections par année : 3 en 2005, 3 en 2006, 2 en 2007, 4 en 2008, 8 en 2009, 3 en 2010
- Tournois des Six Nations disputés : 2007, 2009, 2010